# HMS Cato (1782)
Lo HMS Cato è stato un  vascello di quarta classe  da 50 cannoni in servizio tra il 1782 e il 1783 nella  Royal Navy.

## Storia

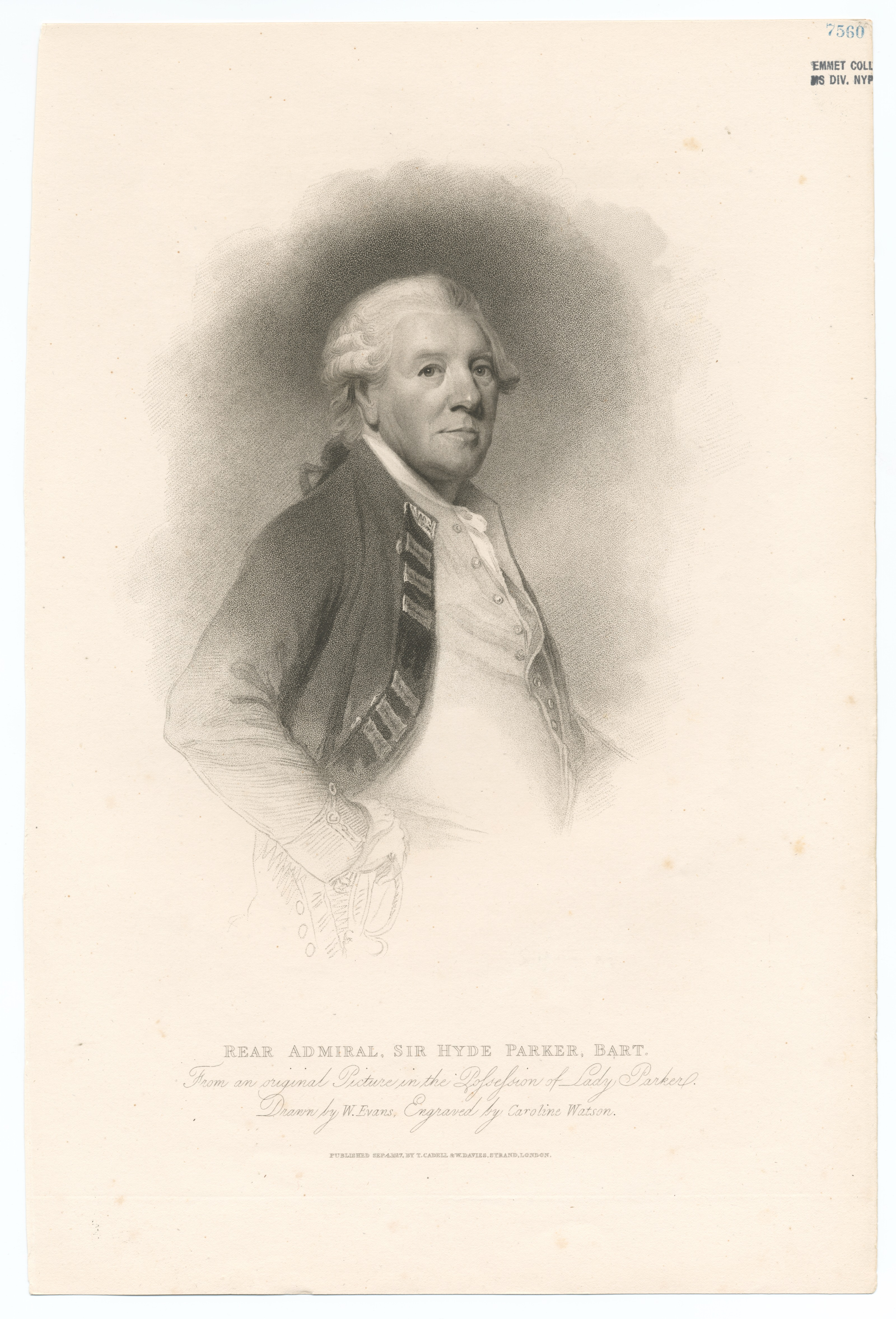
Sir Hyde Parker, qui in divisa da contrammiraglio.

Il vascello da 50 cannoni HMS Cato, prima unità della Classe Grampus, fu costruito nel cantiere navale di Gravesend su progetto di Edward Hunt, e sotto la direzione di William Cleverley. L'unità venne ordinata il 17 febbraio 1780, impostata nel giugno dello stesso anno, varata il 29 maggio 1782, e fu completata presso il cantiere navale di Woolwich il 10 agosto successivo. Suo primo comandante fu il captain St Alban Roy (8-9 luglio 1782), cui poi successe il captain James Clark. Il nuovo vascello fu destinato a fungere da nave di bandiera del viceammiraglio del blu Sir Hyde Parker che doveva raggiungere l'India per assumere l'incarico di comandante delle forze navali britanniche dell'Oceano Indiano in sostituzione del malato viceammiraglio Sir Edward Hughes.
Il Cato salpò da Portsmouth il 13 ottobre in compagnia dello sloop Hound (14 cannoni), al comando di Thomas White. Entro il 27 le due navi raggiunsero Madeira da dove partirono il 1 novembre, mentre poco tempo dopo in quell'ancoraggio entrava la squadra navale dal contrammiraglio Sir Richard Hughes, forte di otto vascelli di linea provenienti dalle Isole Sottovento.
Durante il loro viaggio lungo l'Oceano Atlantico, il Cato e lo Hound incapparono nel maltempo e furono obbligati a dirigersi verso Rio de Janeiro per effettuare alcune riparazioni. Le due unità salparono da quel porto il 12 dicembre, e quando il giorno di Santo Stefano (26 dicembre) due navi furono viste a sud dell'isola di Sant'Elena da una nave portoghese, la Sacre Sacremento, si suppose che fossero il Cato e lo Hound. Nell'ottobre 1783 i giornali britannici riportavano la corrispondenza francese secondo cui lo Hound era arrivato a Bombay il 16 aprile e che il Cato era arrivato quattro giorni dopo. Le stesse informazioni furono incluse nelle lettere ricevute dai francesi nel gennaio 1784, ma altri rapporti provenienti da Madras suggerivano che la Cato si fosse separata dallo Hound al largo del Capo e si presumeva che fosse ritornata a Rio de Janeiro per delle riparazioni.
Quando la fregata Medea (28 cannoni, capitano Erasmus Gower), tornò in Inghilterra dall'India recando dei dispacci del viceammiraglio Sir Edward Hughes nel gennaio 1784, portò anche la notizia che il Cato non aveva mai raggiunto l'India. A maggio venne generalmente accettato che l'ammiraglia di Parker fosse andata perduta, e a settembre le autorità lo ammisero ufficialmente quando il testamento del capitano Clark andò in successione.
Il destino della Cato non è mai stato stabilito con certezza. Vari rapporti suggerirono che avesse colpito una roccia e fosse affondata, che fosse affondata vicino alle Maldive o che fosse incappata in una burrasca a sud del Madagascar. Un altro rapporto affermava che aveva preso fuoco ed era esplosa vicino alle Isole Laccadive al largo della costa sud-occidentale dell'India, e questa versione si basava sull'affermazione che l'equipaggio di una nave della Compagnia delle Indie in navigazione tra Tellicherry e le isole aveva visto una grande nave in fiamme all'orizzonte all'incirca nel momento in cui il Cato era atteso in quelle acque.
Nel 1791 emerse un ulteriore resoconto secondo cui un capitano Burn, al servizio del Nababbo di Arcot, Muhammad Ali Khan Wallajah, un alleato britannico in India, stava trasferendo dei pellegrini diretti alla Mecca quando aveva visto su una barca, appartenente a una nave malese, quello che sembrava essere un secchio di fabbricazione britannica.  Con un esame più attento egli vide  il nome Cato inciso sul secchio, e dopo aver chiesto ai malesi come ne fossero entrati in possesso, gli era fu detto che una grande nave straniera era naufragata alcuni anni prima sulla costa del Malabar, nel sud-ovest dell'India, e che la maggior parte del suo equipaggio era stata massacrata dagli indigeni. Apparentemente Burn allora salì a bordo della nave malese e scoprì che era quasi interamente rifornita delle dotazioni del Cato.
Indipendentemente dal fatto che il racconto del capitano Burn fosse vero o meno, ben presto i giornali suggerirono che la nave naufragata potesse essere in realtà una nave francese di nome Caton. In ogni caso i suggerimenti all'Ammiragliato di inviare una nave sulla costa del Malabar per accertare la sorte del Cato e, in tal caso, contattare eventuali sopravvissuti, non furono mai accolti..

### Fonti
1. 1 2 3 4  Tree Decks.
2. ↑  Winfield 2007, p. 160.
3. 1 2 3 4 5 6 7 8 9 10 11 12 13 14 15  More than Nelson.
4. ↑  Hepper 1994, p. 72.
5. ↑  Naval Chronicle, Vol.3, pp.40–41